# Tapejara (Paraná)
Tapejara ist ein brasilianisches Munizip im Bundesstaat Paraná. Es hat 18.997 Einwohner (2022), die sich Tapejarenser nennen. Seine Fläche beträgt 591 km². Es liegt 523 Meter über dem Meeresspiegel.

## Etymologie
Der Name stammt aus dem Tupí-Guaraní. Es bedeutet Herr der Wege, aus der Kombination von tape (Weg) und jará (Herr).

## Geschichte
Bis in die 1950er Jahre war der Nordwesten des Bundesstaates Paraná das traditionelle Gebiet der Xetá-Indianer.
In diesem Jahrzehnt begann die Companhia Imobiliária Tapejara mit der Besiedlung der Region, in der sich die Stadt Tapejara befindet. Siedler aus den Bundesstaaten São Paulo und Minas Gerais, die Erfahrung mit dem Kaffeeanbau mitbrachten, kamen in großer Zahl. Aber es kamen auch Auswanderer aus Santa Catarina, Bahia und Familien aus Italien, Deutschland, Japan und Portugal.
Tapejara wurde durch das Staatsgesetz Nr. 4.738 vom 5. Juli 1963 in den Rang eines Munizips erhoben und am 11. April 1964 als Munizip installiert.

## Geografie

### Fläche und Lage
Tapejara liegt auf dem Terceiro Planalto Paranaense (der Dritten oder Guarapuava-Hochebene von Paraná) auf 23° 43′ 58″ südlicher Breite und 52° 52′ 22″ westlicher Länge. Es hat eine Fläche von 591 km². Es liegt auf einer Höhe von 523 Metern.

### Geologie und Böden
Die Böden bestehen aus Caiuá-Sandstein.

### Vegetation
Das Biom von Tapejara ist Mata Atlântica.

### Klima
In Tapejara herrscht warm-gemäßigtes Klima. Die meiste Zeit im Jahr ist mit erheblichem Niederschlag zu rechnen. Selbst im trockensten Monat fällt eine Menge Regen. Die Klimaklassifikation nach Köppen und Geiger lautet Cfa. Es herrscht im Jahresdurchschnitt eine Temperatur von 22,3 °C. Innerhalb eines Jahres gibt es 1785 mm Niederschlag.

### Gewässer
Tapejara liegt großenteils im Einzugsgebiet des Ivaí, die meisten Bäche fließen nach Norden zum Ivaí. Der Rio dos Indios bildet zusammen mit seinem Zufluss Rio São Vicente die östliche Grenze des Munizips. Der Ribeirão Capricórnio fließt entlang der westlichen Munizipgrenze. Weitere Bäche sind Ribeirão Tapiracuí, Córrego do Vasco, Água do Pinguim, Água do Meio, Água da Onça, Córrego Saltinho, Água do Macuco, Córrego Massangano, Córrego Igaçaba, Córrego Pocinho, Ribeirão São Cristóvão und Córrego Tamarana.
Zum Piquirí fließen Rio da Areia und Água dos Andrades.

### Straßen
Durch Tapejara verläuft die PR-323 von Cruzeiro do Oeste im Westen nach Maringá im Osten des Munizips. Über die PR-479 kommt man nach Süden in Tuneiras do Oeste zur Estrada Boiadera (BR-487).

### Nachbarmunizipien
| Cidade Gaúcha     | Rondon                                      | Indianópolis |
| Cruzeiro do Oeste | Kompassrose, die auf Nachbargemeinden zeigt | Cianorte     |
|                   | Tuneiras do Oeste                           |              |

## Stadtverwaltung
Bürgermeister: Rodrigo de Oliveira Souza Koike, PSL (2021–2024)
Vizebürgermeister: Rogerio Francishinni, PSL (2021–2024)

## Demografie

### Bevölkerungsentwicklung
| Jahr | Einwohner | Stadt | Land |
| ---- | --------- | ----- | ---- |
| 1960 |           |       |      |
| 1970 | 22.220    | 16 %  | 84 % |
| 1980 | 12.780    | 43 %  | 57 % |
| 1991 | 12.057    | 67 %  | 33 % |
| 2000 | 13.120    | 80 %  | 20 % |
| 2010 | 14.598    | 90 %  | 10 % |
| 2022 | 18.997    |       |      |

Quelle: IBGE (2011) und Volkszählung 2022

### Ethnische Zusammensetzung
| Gruppe *    | 1991    | 2000    | 2010    | |
| ----------- | ------- | ------- | ------- | --- |
| Weiße       | 63,3 %  | 61,9 %  | 55,9 %  | wer sich als weiß erklärt                                                                                     |
| Schwarze    | 2,3 %   | 3,9 %   | 3,0 %   | wer sich als schwarz erklärt                                                                                  |
| Gelbe       | 0,3 %   | 0,4 %   | 0,9 %   | Personen fernöstlicher Herkunft wie japanisch, chinesisch, koreanisch etc.                                    |
| Braune      | 34,1 %  | 33,5 %  | 40,1 %  | wer sich als braun erklärt oder wer sich mit einer Mischung von zwei oder mehr der fünf Gruppen identifiziert |
| Indigene    | 0,0 %   | 0,1 %   | 0,0 %   | wer sich als Ureinwohner oder Indio erklärt                                                                   |
| ohne Angabe | 0,0 %   | 0,2 %   | 0,0 %   | |
| Gesamt      | 100,0 % | 100,0 % | 100,0 % | |

*) Das IBGE verwendet für Volkszählungen seit 1991 ausschließlich diese fünf Gruppen. Die Gruppenzugehörigkeit wird bei der Befragung vom Einwohner selbst festgelegt. Das IBGE verzichtet bewusst auf Erläuterungen.
Quelle: IBGE (Stand: 1991, 2000 und 2010)